# پروژه برق آبی نیوبونگ
پروژه برق آبی نیوبونگ (به انگلیسی: New Bong Escape Hydropower Project) یک نیروگاه جریانی روزمینی در پاکستان است که در Mangla، کشمیر آزاد واقع شده است.